# Concept art

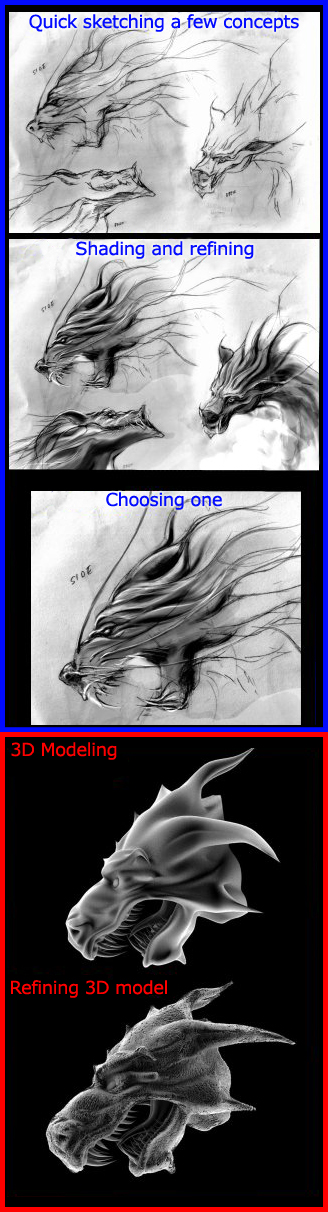
Il percorso per la realizzazione di una concept art, dai disegni alla modellazione 3D. Questo sistema segue quello della progettazione vera e propria, cambia lo scopo, i soggetti realizzati e la libertà progettuale data dalla totale astrazione alla realtà.

Con concept art (da non confondere con l'arte concettuale) s'intende un elaborato di fantasia realizzato da un concept artist concepito per una realizzazione in serie con diversi punti comuni con la realtà, quindi pensato per una sua commercializzazione. Prende spunto dalla progettazione vera e propria ispirandosi ad essa nella metodologia di realizzazione e di rappresentazione dei concetti.

## Contesto

La spada laser, una delle tante creazioni di concept art presenti nella saga di Guerre stellari.

Una concept art si differenzia quindi dal risultato finale di un metaprogetto, sia per il suo scopo/funzione, sia per la caratteristica di ignorare ogni vincolo progettuale, ma talvolta anche fisico e quindi di non confrontarsi con la realtà. I concept art sono delle realizzazioni prevalentemente concepite per film o videogiochi, come coreografia o elementi principali della trama, alcuni di essi ottengono un successo culturale tale da diventare veri e propri fenomeni di massa senza essere di fatto mai stati prodotti ma solo visti dal pubblico digitalmente. Fra le concept art più note si possono citare: le spade laser di Guerre stellari, la batmobile, la macchina del tempo di Ritorno al futuro, Super Mario e tante altre. Con l'avvento della CGI, molti concept art non vengono più nemmeno portati alla fase di modello fisico, in quanto questo viene sostituito nei film da una riproduzione virtuale.

## Caratteristiche

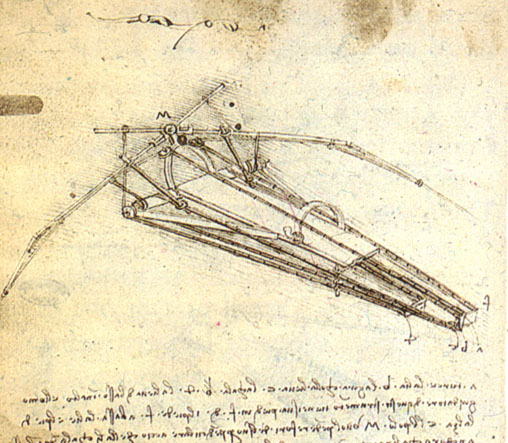
La macchina volante di Leonardo da Vinci.

Seguendo la falsariga della progettazione vera e propria, il termine deriva da concept design ovvero progettazione di concept, dove per concept, in questo caso, si intende semplicemente un modellino, o un esercizio di stile o a volte addirittura un prototipo funzionante. Le concept art sono finalizzate quindi a rappresentare concetti, perlopiù visionari e futuristici che quasi mai passano a una vera e propria produzione industriale, bensì restano a livello artigianale di pochi pezzi e mai messi in commercio, visto che non sono stati concepiti per soddisfare un mercato, ma solo per interpretare un'idea o un concetto, o per motivi coreografici.
Uno degli esempi più vasti e importanti del XX secolo che vedono una massiccia presenza di opere di concept designer è tutta la parte scenografica di Guerre stellari, ovvero tutti i vari robot, animali immaginari, navicelle spaziali, ambientazioni, gadget e personaggi, che sono stati effettivamente progettati con caratteristiche uniche e realizzate con modellini fisici (o virtuali) sia meccanici che statici, ma il cui scopo era solo quello di soddisfare i requisiti del film, e non un'eventuale produzione industriale.
Un altro esempio di concept design, anche se antico, sono i numerosi progetti di Leonardo da Vinci, anche se, seppur quest'ultimo progettasse le sue opere fini a sé stesse e non a una produzione, queste non erano solo finalizzate a racchiudere un concetto, bensì a soddisfare necessità pratiche, caratteristica fondamentale che fa prendere a Leonardo da Vinci le distanze dalla figura di un concept artist, indirizzandolo di più verso un progettista tradizionale.

## Settore di riferimento
Le concept art vengono realizzate soprattutto per l'industria dell'intrattenimento (per film, fumetti, giochi, ecc.), e in particolar modo per serie a carattere scientifico e fantasy. Possono riguardare qualsiasi cosa, dall'impugnatura di un'arma, ai costumi, al mobilio, alle navicelle spaziali, a soggetti architettonici fino all'intero ambiente di scena.